# Лимпиду (Олбија-Темпио)
Лимпиду је насеље у Италији у округу Сасари, региону Сардинија.
Према процени из 2011. у насељу је живело 369 становника. Насеље се налази на надморској висини од 32 м.